# Jullienula
Jullienula is een mosdiertjesgeslacht uit de familie van de Cribrilinidae en de orde Cheilostomatida. De wetenschappelijke naam ervan is in 1953 voor het eerst geldig gepubliceerd door Ray Smith Bassler.

## Soorten
- Jullienula erinae Yang, Seo, Min, Grischenko & Gordon, 2018
- Jullienula hippocrepis (Hincks, 1882)
- Jullienula kaigarabashiensis Hayami, 1975